# Abd Al Rahman II.

Abd Al Rahman II. (arabsko عبد الرحمن الثاني‎, DIN ʿAbd ar-Raḥman ibn al-Ḥakam, špansko Abderramán II) je bil od leta 822 do 852 omajadski emir Kordovskega emirata, * 788, Toledo, Kordovski emirat, † 852, Córdoba, Kordovski emirat.

## Življenjepis
Rojen je bil v Toledu kot sin emirja Al Hakama I.. V mladosti je sodeloval v tako imenovanem "pokolu v jarku", v katerem so na Al Hakamov ukaz pobili 700 do 5000 ljudi, ki so se mu prišli poklonit.
Leta 822 je po očetovi smrti nasledil položaj kordovskeg emirja in se skoraj neprekinjeno vojskoval z Alfonzom II. Asturskim, dokler ni leta 842 ustavil njegovega prodiranja na jug. Leta 837 je zatrl upor kristjanov in Judov v Toledu. Po uporu je izdal odlok, s katerim je bilo kristjanom prepovedano poskušati doseči mučeništvo, in celo sklical krščansko sinodo, na kateri so mučeništvo prepovedali.
Leta 844 je odbil napad Vikingov, ki so se izkrcali v Cadizu, osvojili Sevillo (razen citadele) in napadli samo Córdobo. Po zmagi je v Sevilli ustanovil vojno ladjevje in pomorski arzenal, s katerim je nameraval odbiti morebitne kasnejše napade.
Leta 840 se je odzval prošnji Vilijama Septimanskega za pomoč v borbi proti frakovskemu kralju Karlu Plešastemu. 

## Zapuščina
Abd Al Rahman je znan po obsežnem pogramu gradnje javnih zgradb in razširitve Velike mošeje v Córdobi, kjer je leta 852 umrl. Bil je energičen in učinkovit branilec meja svojega emirata in velik mecen umetnosti. Bil je odgovoren za usmrtitev 48 krščanskih mučencev. 